# Southern Kings
Die Southern Kings waren eine professionelle Rugby-Union-Mannschaft aus der südafrikanischen Stadt Port Elizabeth. Sie war als Franchise konzipiert und spielte von 2016 bis 2020 in der internationalen Liga Pro14.

## Geschichte
Die Southern Kings wurden 2009 vom südafrikanischem Rugbyverband gegründet, um zukünftig am Wettbewerb Super Rugby teilzunehmen. Ihr erstes Spiel bestritt die Auswahl gegen die British and Irish Lions. 2011 nahm man am Nations Cup teil, der nach Siegen gegen Georgien, Portugal und Rumänien gewonnen werden konnte.
2013 traten die Southern Kings erstmals im Super Rugby an, mussten ihren Platz nach einer Saison aufgrund der Niederlage in der südafrikanischen Relegation gegen die Lions allerdings wieder räumen. 2016 kehrte das Team in die Liga zurück und verblieb dort für zwei Saisons. 2017 fiel der Beschluss, dass sowohl die Central Cheetahs als auch die Kings nicht weiter am Super-Rugby-Wettbewerb teilnehmen werden. Beide Teams wurden in die europäische Liga Pro12 aufgenommen, die damit zur Pro14 wurde. Im ersten Jahr gelang der Mannschaft in 21 Spielen nur ein Sieg.
Die Southern Kings gingen im September 2020 in Liquidation, zogen sich aus der Liga zurück und wurden vom Verband schließlich aufgelöst.

## Spieler

### Aktueller Kader
Der Kader für die Saison 2019/2020: